# Chara jezik
Chara jezik (ciara; ISO 639-3: cra), afrazijski jezik uže skupine ometo-gimira, kojim govori oko 6 900 ljudi od 6 900 etničkih pripadnika plemena Chara uz obje obale rijeke Omo u Etiopiji.
Chara čini posebnu podskupinu koja zajedno s jezicima ometo i gimira (jezik bench) čini širu skupinu ometo-gimira.

## Vanjske poveznice
- Ethnologue (14th)
- Ethnologue (15th)